# Paradis perdu (téléfilm)
Pour les articles homonymes, voir Paradis perdu.
Pour plus de détails, voir Fiche technique et Distribution.
Paradis perdu (The Keys) est un téléfilm américain de Richard Compton, diffusé en 1992 sur NBC.

## Synopsis
De nos jours, en Floride, le fils d'un homme d'affaires se trouve impliqué dans un trafic de drogue. Le père intervient pour aider son enfant à retrouver ses repères familiaux et sociaux.

## Fiche technique
- Titre original : The Keys
- Titre français : Paradis perdu
- Réalisation : Richard Compton
- Scénario : Eduardo de Gregorio, Maurice Hurley, Marilù Parolini
- Décors : Bill Cornford
- Costumes : Pat Welch
- Photographie : Geoffrey Erb
- Son : Clancy T. Troutman
- Montage : Boyd Steer
- Musique : Dale Menten
- Production : Stanford Blum
- Producteurs délégués : Michele Brustin, Maurice Hurley
- Sociétés de production : Charles E. Sellier Productions (États-Unis), Desperado Pictures (États-Unis), Nelvana Communications (États-Unis), Riven Rock Productions (États-Unis), Universal Television (États-Unis)
- Chaîne de diffusion : NBC
- Pays d’origine :  États-Unis
- Langue : anglais
- Format : 35 mm — couleur — image 4/3 (1.33:1) — son stéréophonique
- Genre : drame
- Durée : 96 minutes
- Date de diffusion :  12 avril 1992 sur NBC

## Distribution
- Barry Corbin : Earl
- Geoffrey Blake : Randy
- Paul Calderon : Garcia
- Brian Bloom : Michael
- Scott Bloom : David
- Ben Masters (en) : Jake
- Dennis Boutsikaris : Leeson
- Alicia Coppola : Terry
- Gloria Arias-Osborne : l'infirmière
- Xander Berkeley (non crédité)